# 23214 Patrickchen
23214 Patrickchen là một tiểu hành tinh vành đai chính với chu kỳ quỹ đạo là 1634.1610102 ngày (4.47 năm).
Nó được phát hiện ngày 16 tháng 10 năm 2000.